# Manuel Rodríguez Macià
Manuel Rodríguez Macià (Elx, 13 de desembre de 1948) és un professor i polític valencià, diputat al Congrés dels Diputats i a les Corts Valencianes i alcalde d'Elx.

## Biografia
És llicenciat en Filosofia i Lletres per la Universitat Pontifícia de Comillas en 1971 i en 1979 es doctorà per la Universitat Complutense de Madrid en 1979.
En 1979 va ser professor i director del centre regional de la UNED a Elx. Militant del PSOE des del 1976, ha ocupat diversos càrrecs locals del partit. Va compaginar la seva labor de docent amb la de regidor de Turisme i Cultura durant l'alcaldia de Ramón Pastor Castell des de 1983 fins a 1986. En 1986 va ser vocal del Patronat Nacional del Misteri d'Elx, càrrec que va ostentar fins al 2006. Ha estat diputat provincial d'Alacant el 1983-1986.
Fou elegit diputat del PSPV-PSOE per la província d'Alacant a les eleccions generals espanyoles de 1986. Durant el seu mandat fou vocal de les comissions d'Economia, Comerç i Hisenda, de la Comissió d'Indústria, Obres Publiques i Serveis i de la Comissió del Defensor del Poble (1986-1989).
A les eleccions municipals espanyoles de 1987 va aconseguir l'alcaldia d'Elx pel PSPV-PSOE. Durant la seva etapa com a alcalde, destaquen la creació de l'Elx Parc Empresarial, l'adquisició del Clot de Galvany o la creació dels Autobusos Urbans d'Elx entre d'altres. Entre 1992 i 1995 va presidir la Comunitat de Regs de Llevant del Marge Esquerre del Segura. Una vegada finalitzada la seva etapa en l'alcaldia en 1995, va ser elegit diputat en les eleccions a les Corts Valencianes de 1995 i president de la Comissió Parlamentària d'Educació i Cultura fins a 1999.
També va ser membre directiu del Moviment per la Pau, el Desarmament i la Llibertat (MPDL), treballant en projectes internacionals en Palestina, Costa d'Ivori, l'antiga Iugoslàvia, Timor-Leste o el Sàhara Occidental. A més, va ser, durant més de quatre anys, Coordinador Regional de la Fundació Desenvolupament Municipal Centroamericà (DEMUCA) de l'Agència Espanyola de Cooperació Internacional per al Desenvolupament (AECID).
En el 2010 li va ser atorgada l'Orde del Mèrit Civil pel rei Joan Carles I.

## Obres
- Pensar la ciutat (2003)
- Celebrar la ciudad (2007)
- La identidad desde lo local (2008)
- La ciudad lugar de encuentro (2010)